# Moderate-resolution Imaging Spectroradiometer

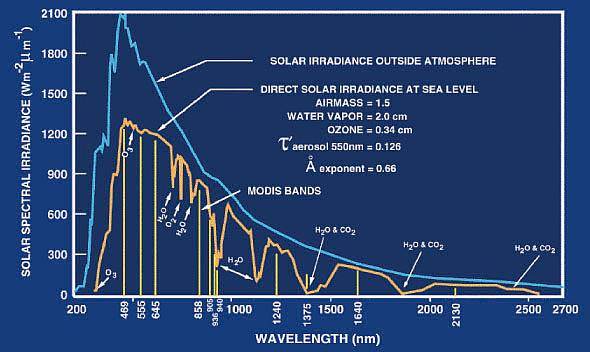
Solares Strahlungsspektrum und die Bänder von MODIS

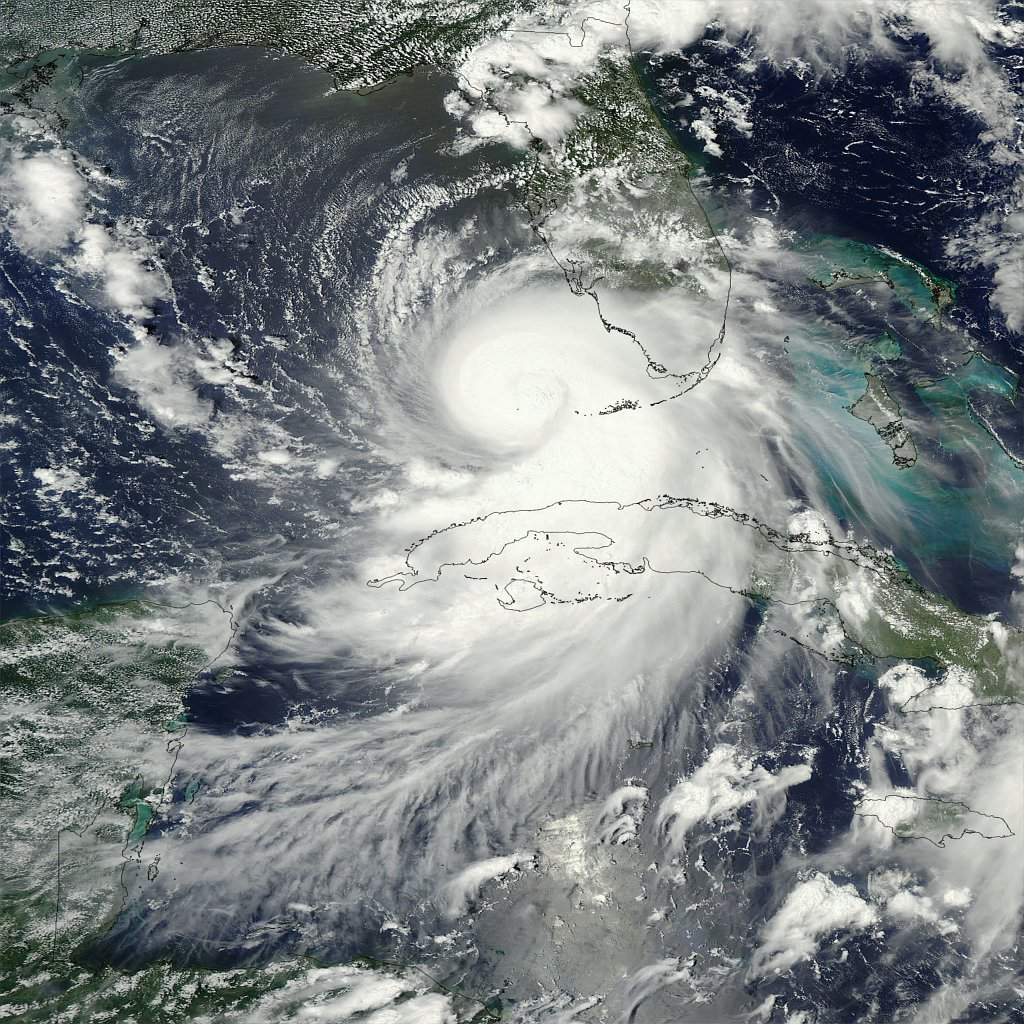
Hurrikan Katrina nahe Florida

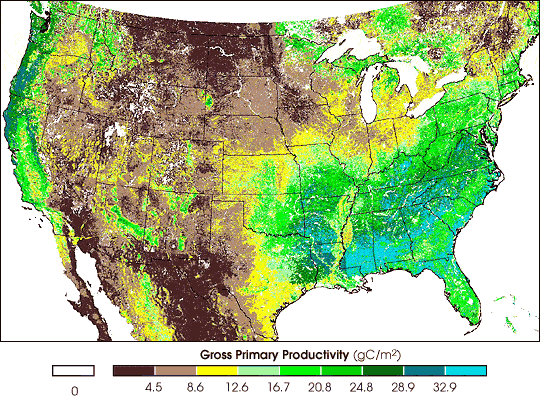
Farbliche Darstellung der Photosyntheseaktivität auf dem nordamerikanischen Kontinent in der Zeit von 26. März bis 10. April 2000

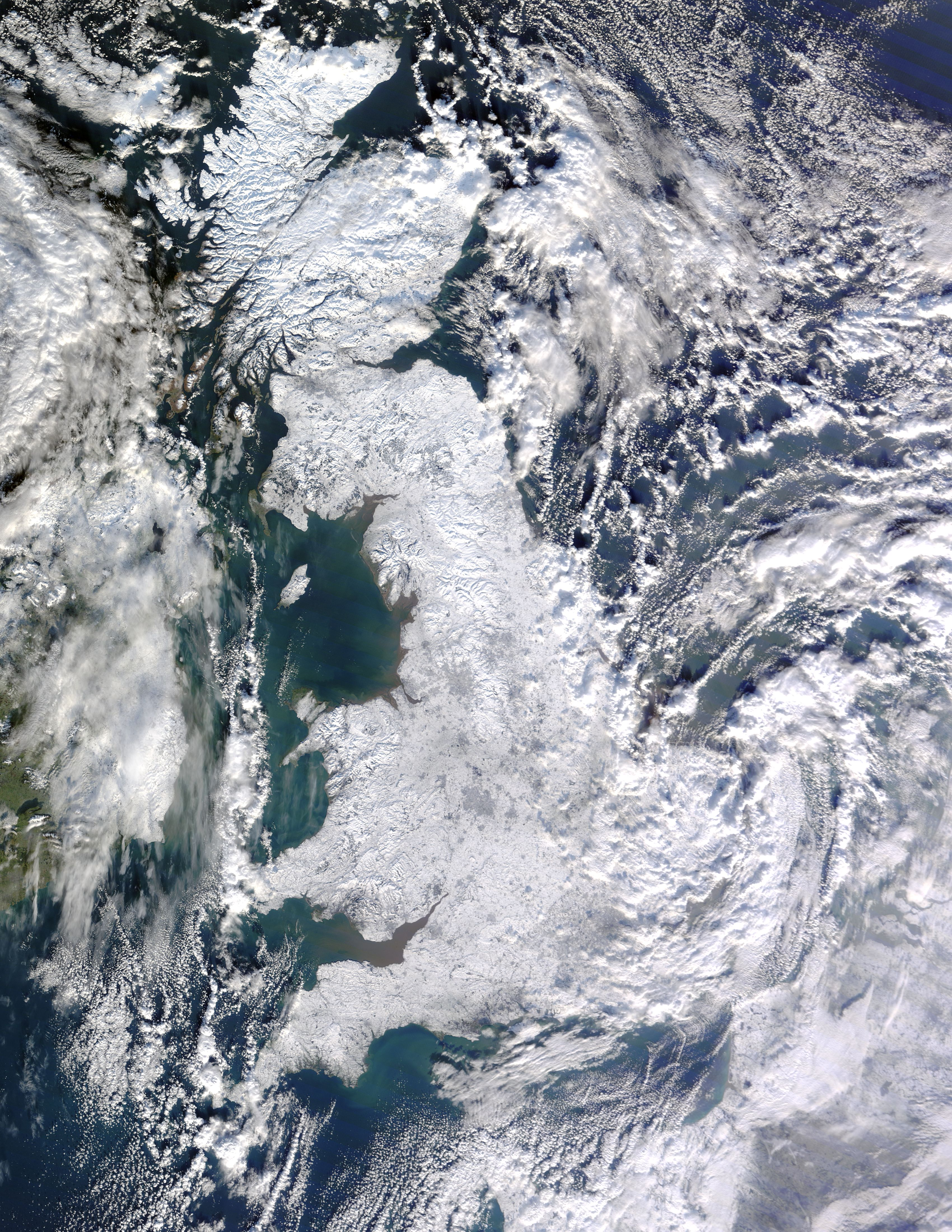
Verschneites Großbritannien, aufgenommen mit MODIS

MODIS (Moderate-resolution Imaging Spectroradiometer) ist ein satellitenbasiertes wissenschaftliches Instrument zur Messung elektromagnetischer Strahlung.
Die Übersetzung des Begriffs bezeichnet ein Bildgebungs-Radiospektrometer mittlerer Auflösung. MODIS wurde von der NASA auf den Satelliten Terra (1999) und Aqua (2002) in eine Umlaufbahn geschossen.
Die Instrumente sind dafür ausgelegt, großräumige geodynamische Prozesse zu erfassen, darunter Veränderungen der Wolkenbedeckung und des Strahlungshaushalts, aber auch Informationen über die tiefere Atmosphäre oder Ozeane zu liefern.
Das MODIS Instrument liefert eine hohe radiometrische Empfindlichkeit (12 Bit) in 36 Spektralbändern im Bereich von 0,4 bis 14,4 µm. Das Ansprechverhalten wurde speziell an die Bedürfnisse der Nutzer angepasst und spricht sehr gering auf Signale anderer Frequenzbänder an. In zwei Bändern wird mit einer nominalen Auflösung von 250 m nadir akquiriert, in 5 Frequenzbändern erfolgt die Aufnahme mit 500 m Auflösung und die verbleibenden 29 Bänder arbeiten mit einem Kilometer Auflösung. Durch ein ±55-Grad-Aufnahmemuster in der EOS-Umlaufbahnhöhe von 705 km wird ein 2330 Kilometer breiter Streifen erfasst, womit die Erdoberfläche alle zwei Tage komplett aufgenommen werden kann.

## Aufbau
In der Baugruppe des Aufnahmespiegels wird ein rotierender, doppelseitiger Spiegel verwendet, um einen Bereich von ±55° abdecken zu können. Sie wird von einem Motor angetrieben, der während der gesamten veranschlagten Lebensdauer des Gerätes (6 Jahre) ununterbrochen arbeiten wird. Das optische System besteht aus einem afokalen, zweispiegeligen Außer-Achsen-Teleskop , das die Energie auf vier refraktive Objektiv-Baugruppen lenkt. Dies sind VIS, NIR, SWIR/MWIR und LWIR, die die Spektralbereiche von 0,4 bis 14,4 µm abdecken.
Ein passiver Hochleistungskühler stellt für die 20 Infrarot-Spektralbänder auf zwei HgCdTe-Fokusebenen-Baugruppen (FPA für focal plane assembly) eine Arbeitstemperatur von 83K sicher. Eine neuartige siliziumbasierte Photozellen-Auslese-Technologie für das sichtbare Licht und für das nahe Infrarotlicht führt zu einer bis dato nicht erreichten Quanten-Effizienz bei geringem Rauschen und außergewöhnlichem Dynamikumfang. Verstärkung und Nullpunkt sind analog programmierbar. Verstärkerelektronik und Taktung befinden sich in dedizierten Elektronikmodulen in unmittelbarer Nähe der FPAs, dem Raumbetrachtungs-Analogmodul (Space-viewing Analog Module, FAM) und dem vorwärtsblickenden Analogmodul (Forward-viewing Analog Module, FAM). Das dritte Modul, das Hauptelektronik-Modul, kontrolliert die Energieversorgung, überwacht das System, führt Befehle und Telemetrieaktivitäten durch und beinhaltet die Kalibrierelektronik.
Das System verfügt darüber hinaus über vier On-Board-Kalibratoren und wirft auch einen Blick ins All: Es sind dies: Ein Solar Diffuser (SD), einen V-Nut-Schwarzkörper, eine Spektroradiometer-Kalibrierbaugruppe (SRCA) und eine Einheit zur Überwachung der solaren Strahlungsstabilität (Solar Diffuser Stability Monitor SDSM).
Das erste MODIS Fluginstrument (PFM für Protoflight Model) ist an Bord des Terra EOS AM-1 Satelliten. Terra wurde am 18. Dezember 1999 erfolgreich in Betrieb genommen. Das zweite MODIS-Fluginstrument, Flugmodell-1 oder FM1, ist Bestandteil des Aqua EOS PM-1 Satelliten; es wurde am 4. Mai 2002 erfolgreich in Betrieb genommen.

## Technische Daten
| Spezifikationen | |
| --------------- | --- |
| Umlaufbahn      | Höhe: 705 km, 10:30 abnehmender Knoten (Terra) oder 13:30 aufsteigender Knoten (Aqua), sonnen-synchron, polarnah, zirkular |
| Abtastrate      | 20,3/min, quer zur Bahn |
| Streifenbreite  | 2330 km (quer zur Bahn) mal 10 km (entlang der Bahn aus der Lotrechten betrachtet)                                         |
| Abmessungen     | |
| Teleskop        | 17,78 cm Durchmesser; achsenversetzt, afokal (kollimiert), mit mittlerer Feldbegrenzung                                    |
| Abmessungen     | 1,0 × 1,6 × 1,0 m |
| Gewicht         | 228,7 kg |
| Leistung        | 162,5 W (Mittelwert über eine Umkreisung)                                                                                  |
| Datenrate       | 10,6 Mbit/s (Spitzenwert tagsüber); 6,1 Mbit/s (Mittelwert)                                                                |